# Імунізація

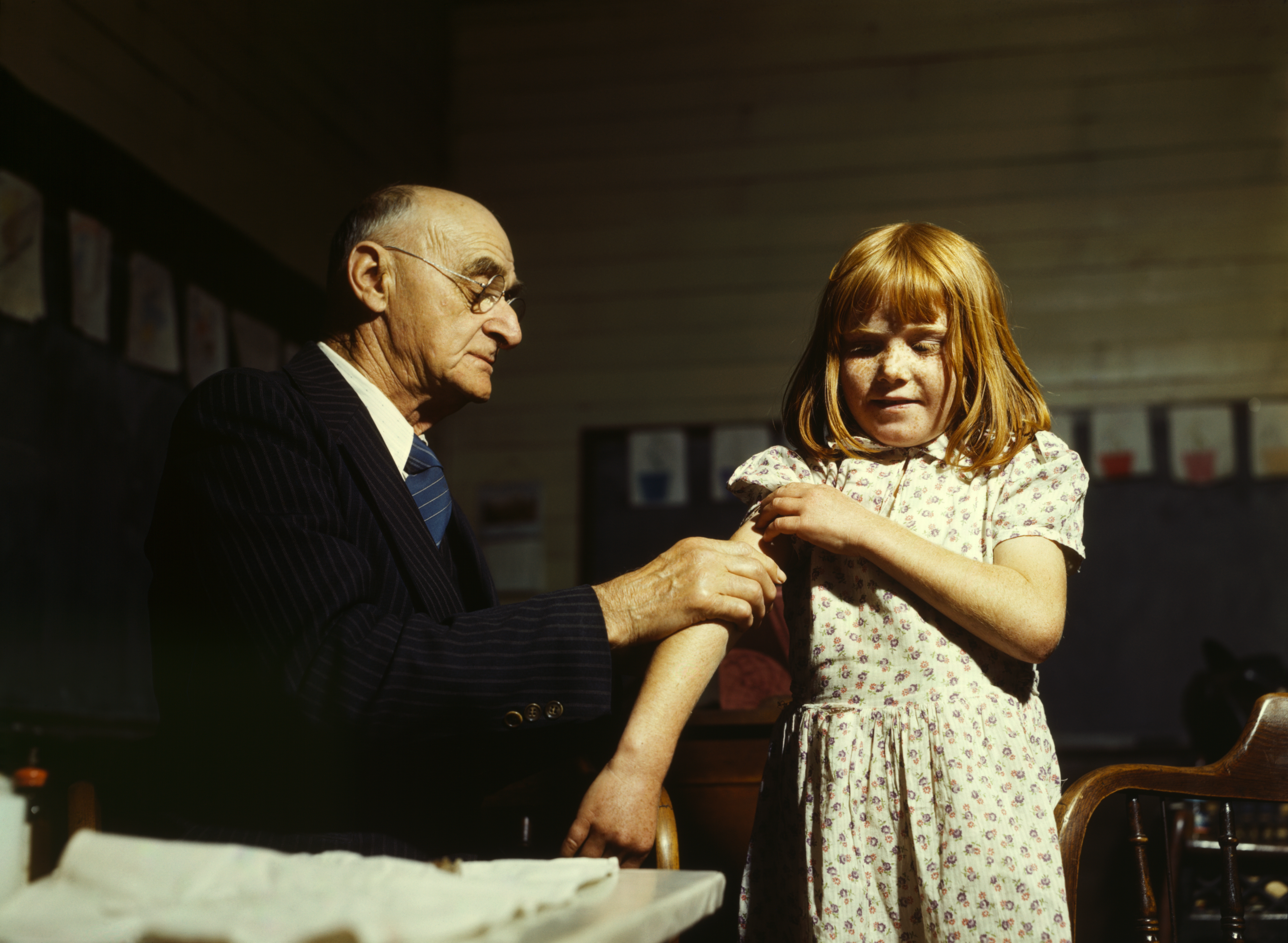
Лікар Шрайбер робить щеплення черевнотифозною вакциною в сільській школі (округ Сан-Августин, штат Техас).

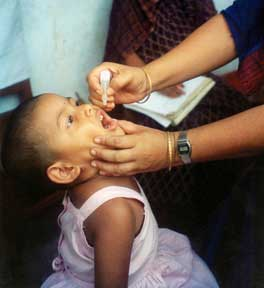
Дитина під час імунізації від поліомієліту.

Імунізація — штучно запущений процес, під час якого імунна система людини стає захищеною від хвороби внаслідок створення захисних факторів відторгнення певного антигену після введення імуногену. Коли на імунну систему діють сторонні для макроорганізму молекули, вона відповідає імунною реакцією. Після цього процесу, завдяки імунній пам'яті, імунна система розвиває здатність швидко реагувати на повторну зустріч з введеним до цього агентом. Це головна функція набутого імунітету.
Під час контрольованого введення імуногену, макроорганізм самостійно набуває здатності до самозахисту: цей процес називають активною імунізацією. Залежно від типу антигену, активна імунізація формує високоспецифічний тимчасовий різної тривалості чи постійний імунітет. Найважливіші елементи імунітету, які формуються внаслідок імунізації, — T-лімфоцити, B-лімфоцити, а також антитіла, вироблені B-лімфоцитами. Клітини пам'яті B-лімфоцитів та T-лімфоцитів слугують швидкому реагуванню імунної системи на повторну зустріч із антигеном. Пасивна імунізація — це введення сироваток чи імуноглобулінів, що містять готові антитіла. За допомогою пасивної імунізації можна швидко створити тимчасовий імунітет тривалістю 1-6 тижнів.
Імунізацію проводять різними методами, найчастіше — шляхом вакцинації. Вакцини від мікроорганізмів, що спричинюють інфекційні захворювання, здатні підготувати імунітет таким чином, аби допомогти йому боротись зі збудником або запобігти хворобі. Той факт, що мутації можуть слугувати причиною виникнення ракових клітин для продукування білків чи інших, не сторонніх тілу, молекул, є приводом для створення теоретичної основи щодо вакцин проти раку.
Інші речовини також можуть бути використані для імунізації. Наприклад, в експериментальних протинікотинових вакцинах (NicVAX), а також в експериментах із застосування вакцини проти ожиріння, в яких використовували гормон ґрелін.
Процес імунізації простіший та менш ризикований, аніж безпосереднє перенесення хвороби, навіть у легкій формі. Імунізація важлива як для дітей, так і для дорослих, адже може захистити від багатьох небезпечних захворювань. Імунізація не лише захищає дітей від смертельних хвороб, але й сприяє розвитку дитячої імунної системи. Завдяки широкому застосуванню імунізації деякі інфекційні захворювання були майже повністю знищені в певних регіонах світу. Яскравим прикладом є винищення поліомієліту в США: завдяки організаційним заходам у системі охорони здоров'я та батькам, які дали можливість своїм дітям вчасно пройти вакцинацію, випадки поліомієліту не були зафіксовані на території країни з 1979 року. Проте поліомієліт досі існує в Індії, Пакистані та Афганістані, що є загрозою для здоров'я населення. До групи ризику відносяться: особи, що ніколи не вакцинувалися, особи, що не пройшли повну вакцинацію (не отримали необхідної дози), особи, які подорожують регіонами, де поширений поліомієліт.

## Історія
До появи вакцин люди могли набувати імунітет проти інфекційних захворювань лише внаслідок перенесення цих хвороб та одужання від них.
Перша методика щеплення (варіоляція) була впроваджена в Європі леді Мері Уортлі-Монтегю, яка приїхала зі своєю інновацією до Великої Британії в 1721 році з Османської імперії, де цей метод вже застосовували. У тому ж році цю методику використав Забдієль Бойлстон у Бостоні. Ця методика застосовувалася на початковому етапі боротьби з натуральною віспою серед людей та полягала в підшкірному введенні здоровій людині матеріалу від хворих, що містив живий вірус. Це завдавало менше шкоди здоров'ю людини, аніж перенесення самої хвороби, хоча нерідко призводило до серйозних проблем.
У 1798 році англійський лікар Едвард Дженнер запровадив значно безпечнішу процедуру щеплення проти натуральної віспи. Він проводив щеплення проти неї, використовуючи вірус коров'ячої віспи. Ця процедура, яку потім офіційно назвали вакцинацією, досить швидко замінила варіоляцію.
До 1880 року термін «вакцинація» використовувався лише для процесу запобігання натуральній віспі, але згодом Луї Пастер розробив методи імунізації проти інших хвороб (курячої холери, сибірки тварин, а також людського сказу), через що термін застосовано і до імунізації проти інших збудників.

## Пасивна та активна імунізації

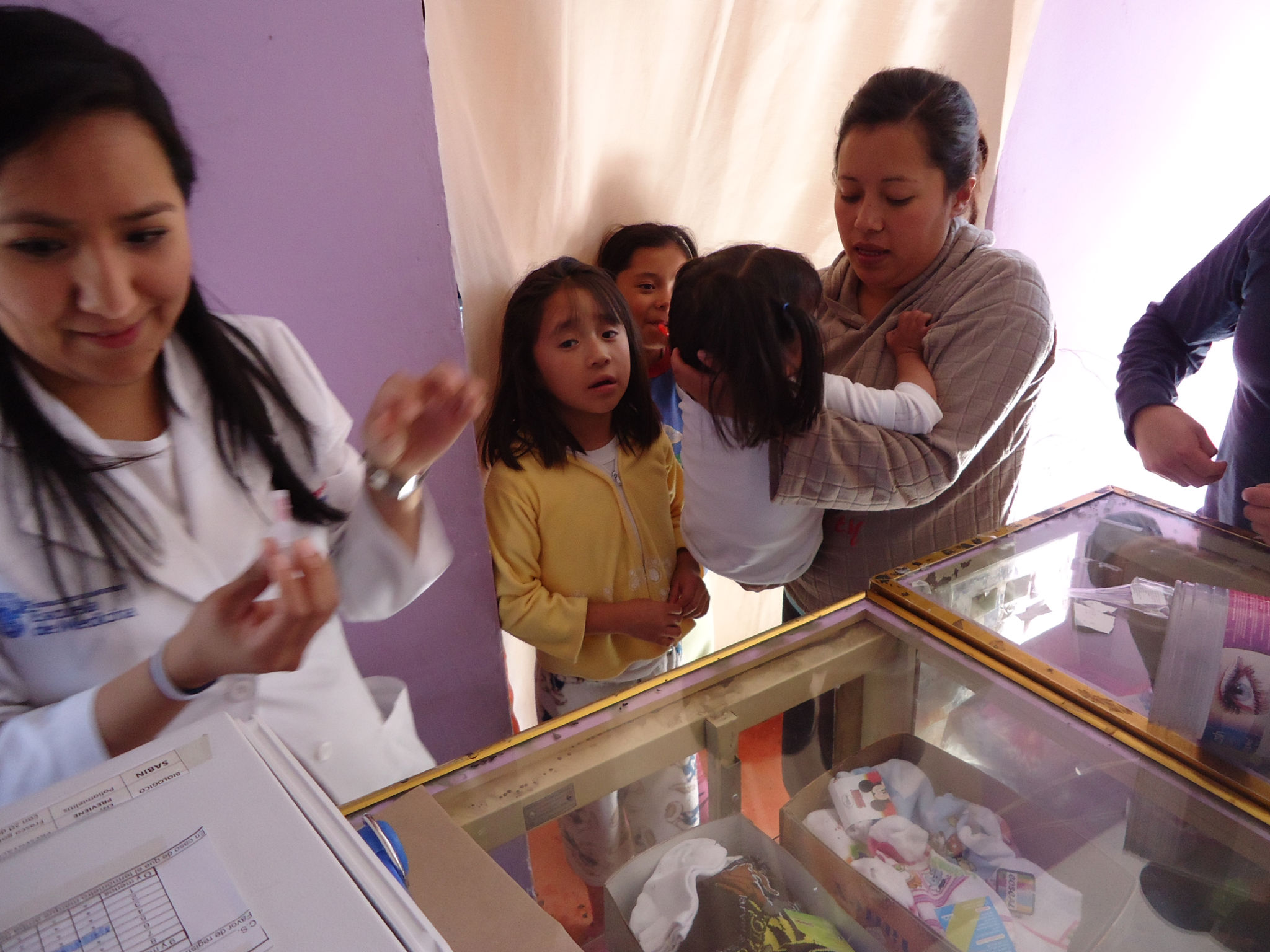
Студентка медичного університету, яка є учасницею кампанії з вакцинації проти поліомієліту в Мексиці.

Є два види імунізації: активна та пасивна. Вакцинація — це активний вид імунізації.

### Активна імунізація
Активна імунізація може відбуватись природним шляхом: наприклад, коли людина контактує з мікроорганізмами. Імунна система, врешті-решт, створює антитіла, а також використовує інші методи захисту щодо мікроорганізму. Наступного разу реакція імунної системи на той же мікроорганізм має бути більш ефективною; цей механізм спрацьовує з багатьма дитячими інфекціями, якими людина хворіє лише одного разу, після чого стає стійкою до них протягом усього життя.
Штучна активна імунізація полягає в тому, що весь мікроорганізм або його частину вводять в організм людини ще до можливого зараження на певну хворобу природним шляхом. У випадку використання цілих мікроорганізмів, їх попередньо обробляють для зниження патогенності та вірулентності.
Важливість імунізації настільки велика, що американські Centers for Disease Control and Prevention (Центри з контролю та профілактики захворювань США) назвали її однією з «Десяти видатних досягнень охорони здоров'я у XX столітті».
Живі ослаблені вакцини мають знижену патогенність. Їхня ефективність залежить від здатності імунної системи відтворювати та спричиняти реакції, схожі з тими реакціями на інфекційні хвороби, які розвивалися природно. Часто ефективною є одноразова доза вакцини.
До живих ослаблених вакцин належать вакцини проти кору, епідемічного паротиту, краснухи, жовтої гарячки, туберкульозу, бруцельозу, поліомієліту, ротавірусів, грипу тощо.

### Пасивна імунізація
Пасивною називають імунізацію, за якої завчасно синтезовані елементи імунної системи вводять в організм людини, щоб не було потреби у їх виробленні організмом самостійно. На даний час, антитіла можуть використовуватися для пасивної імунізації. Метод пасивної імунізації дуже швидко спрацьовує, проте, тривалість у часі невелика, а все тому, що антитіла руйнуються, і якщо B-лімфоцити для їх вироблення відсутні, то антитіла зовсім зникають.
Пасивна імунізація відбувається також на фізіологічному рівні, коли антитіла переходять від матері до плоду під час вагітності, аби захистити його перед народженням та протягом короткого періоду після пологів.
Штучну пасивну імунізацію зазвичай проводять за допомогою ін'єкцій. До неї вдаються в разі спалахів певних захворювань або для невідкладного усунення інтоксикації, як, наприклад, у випадку правця. Антитіла можуть спеціально виробляти в організмах тварин (лікування сироваткою), хоча є високий ризик виникнення анафілактичного шоку внаслідок активації імунітету у тварин до такої гетерогенної сироватки. Тому натомість, за наявності, використовують гуманізовані антитіла, вироблені в пробірці культурою клітин. Існує можливість вироблення антитіл і при імунізації людини, такі алогенні імуноглобуліни не створюють проблем непереносимості, на відміну від гетерогенних препаратів.